# Основи фізики
Основи фізики (англ. Fundamentals of Physics) — підручник з фізики Девіда Голлідея, Роберта Резніка та Джерлі Вокера, що вимагає знання математичного аналізу. П'ятитомний підручник, пережив 10 видань (останнє вийшло в 2013 році).  Поточна версія є переглянутим варіантом оригінального підручника фізики Голлідея і Резніка, вперше опублікованого в 1960 році. Він широко використовується в коледжах у рамках бакалаврської програми з фізики, і протягом багатьох десятиліть добре відомий студентам природничих та інженерних спеціальностей як "золотий стандарт" підручника з фізики рівня першого курсу бакалавріату. У 2002 році Американське фізичне товариство назвало підручник найвидатнішим вступним підручником з фізики XX століття.
Підручник охоплює більшість основних розділів фізики:
- механіка
- хвилі
- термодинаміка
- електромагнетизм
- оптика
- спеціальна теорія відносності